# You & I (IU)
You & I (너랑 나?, Neorang naLR) è un brano musicale della cantante sudcoreana IU, cantato prima in coreano, poi in giapponese.
Il brano esce in Corea del Sud, insieme al video musicale di nove minuti, il 28 novembre 2011 all'interno dell'album Last Fantasy, anticipato da un teaser video il 26 novembre. La versione performance viene diffusa il 6 dicembre, mentre il giorno dopo viene rivelato il dietro le quinte delle riprese del video musicale. La canzone parla di un amore che attraversa lo spazio e il tempo; il verso "Chiama il mio nome" viene ripetuto tre volte: la prima rappresenta il passato e la speranza, la seconda il presente e viene pronunciato con frustrazione e irritazione, mentre la terza il futuro ed esprime il forte desiderio di IU che l'amato chiami il suo nome.
You & I debutta al primo posto nella classifica dei singoli della Gaon Chart, con 1 129 761 copie vendute, restandovi per altre due settimane; rimane per quattro settimane anche al primo posto della classifica Melon e raggiunge la vetta della classifica di Billboard "Korea K-Pop Hot 100" per cinque settimane consecutive. Ha vinto i premi Canzone di dicembre ai Gaon Chart K-Pop Awards e ai Cyworld Digital Music Awards nel 2011, e il Bonsang Award ai Seoul Music Awards 2012, mentre è stata nominata come canzone dell'anno ai Mnet Asian Music Awards 2012, durante i quali IU è stata candidata, per lo stesso brano, al premio Miglior performance vocale - solista.

## Classifiche
| Classifica (2011) | Posizione massima |
| ----------------- | ----------------- |
| Corea del Sud     | 1                 |

## Versione giapponese
Il singolo viene pubblicato il 18 luglio 2012 in tre versioni: l'edizione normale, che contiene la versione in giapponese di You & I con la strumentale e il brano originale Shōnen jidai, più un adesivo, e due edizioni limitate in formato CD+DVD. La prima edizione limitata, denominata "Type A", contiene i due brani più la traccia You & I (FPM TECHNORCHESTRA MIX), il documentario del concerto "IU Friendship Showcase～Spring2012～" tenutosi ad aprile e maggio, e il making of del video musicale di You & I; la seconda edizione limitata, denominata "Type B", contiene i due brani, il video musicale di You & I e il video musicale in formato documentario della durata di 27 minuti e con sottotitoli in giapponese di Every End of the Day.
Il video musicale viene diffuso alcuni giorni prima dell'uscita del singolo, seguito dalla versione performance.
Ha venduto circa 19 929 copie.

### Tracce
1. You & I – 4:01 (testo: Natsumi Kobayashi – musica: Lee Min-soo)
2. Shōnen jidai (少年時代?) – 3:50 (testo: Yōsui Inoue – musica: Yōsui Inoue, Natsumi Hirai)
3. You & I (strumentale) – 4:01 (musica: Lee Min-soo)

Edizione speciale Type A
1. You & I (FPM TECHNORCHESTRA MIX) – 5:41 (testo: Natsumi Kobayashi – musica: Lee Min-soo)

### Classifiche
| Classifica                                 | Posizione massima |
| ------------------------------------------ | ----------------- |
| Oricon Weekly Singles Chart                | 5                 |
| Oricon July Chart                          | 36                |
| Billboard Japan Hot 100                    | 11                |
| Billboard Japan Hot Singles Sales          | 5                 |
| Billboard Japan Hot Top Airplay            | 25                |
| Billboard Japan Adult Contemporary Airplay | 41                |